# 瓢亭
瓢亭（ひょうてい）は、京都市左京区臨済宗大本山南禅寺近くにある日本料理･茶懐石の老舗である。創業は天保年間、南禅寺門前の素朴な腰掛け茶屋からはじまった発祥を偲ばせる表構えがゆかしい。平屋で、看板一つ掲げず、床几と笠とわらじを飾っている。そこに建つわらぶきの一棟はその歴史を語っている。

## 概要

### 創業
400年ほど前に南禅寺境内で茶屋として創業。玄関にはその名残が見られる。
2009年にはフランスのレストラン＆ホテルガイド「ミシュランガイド」の京都・大阪版で三つ星を獲得。これに対して、当時の同店当主である高橋英一は「出る出ないはよういわんけど、まあ出えへん方がええわなぁ」として掲載拒否の姿勢を見せたが、ミシュランガイド側は掲載を強行した。
2013年には14代当主・高橋英一が京都府指定無形文化財「京料理・会席料理」の保持者に認定された。また2015年には、龍谷大学が新たに設立した「食の嗜好研究センター」に協力し、15代若主人の高橋義弘が同センターの客員研究員に就任している。

### 特徴
茶懐石の影響を強く受けている。一子相伝の「瓢亭玉子」という半熟煮抜き玉子や、「究極のおかゆ」として『美味しんぼ』にも取り上げられた粥などが有名。本館と別館がある。

## 沿革
- 江戸時代 - 創業。
- 2015年 - 本店を改修工事。